# Attentats des pubs de Birmingham
Les attentats des pubs de Birmingham sont deux attentats à la bombe attribués à l'IRA provisoire visant le Mulberry Bush et le Tavern in the Town à Birmingham en Angleterre, faisant 21 morts et 182 blessés le 21 novembre 1974.
Mick Murray, second de l'équipe de la PIRA à Birmingham, fabrique les bombes à retardement et règle les détonateurs sur 20 h 30. Selon ses déclarations, le téléphone public qu'il comptait utiliser pour avertir des attentats une demi-heure avant était hors-service. La police ne reçoit cet avertissement que 6 à 12 minutes avant les explosions, de plus Murray oublie de préciser le nom des pubs,.
Deux jours plus tard, le 23 novembre, l'IRA provisoire nie toute participation aux attentats et dit mener une enquête sur de possibles responsabilités de ses membres. Hugh Callaghan, Paddy Hill, Gerry Hunter, Richard McIlkenny, Billy Power et Johnny Walker, tous Nord-Irlandais, venus à Birmingham pour un enterrement, sont arrêtés le soir des attentats. Surnommés les Six de Birmingham, ils sont condamnés en 1975. Clamant leur innocence, ils sont blanchis au bout de 16 ans de prison en mai 1991.
Les attentats de Birmingham sont évoqués dans les romans Bienvenue au club et Le Cœur de l'Angleterre de Jonathan Coe.